# Parafia Zaśnięcia Matki Bożej w Bischwiller
Parafia Zaśnięcia Matki Bożej – etnicznie grecka parafia prawosławna w Bischwiller. Posiada filię w Bernwiller.